# 12th Screen Actors Guild Awards
12th SAG Awards

29. januar 2006
Best Cast - Motion Picture:

Crash
Best Cast - Drama Series:

Lost
Best Cast - Comedy Series:

Desperate Housewives
12th Annual Screen Actors Guild Awards uddeling, for at ære de bedste TV- og filmskuespillere for året 2005, blev afholdt den 29. januar 2006 i Los Angeles Shrine Exposition Center, i Los Angeles, Californien. Dette var det 10. år i træk, at uddelingen blev afholdt centeret.
Blandt de nominerede til filmpriserne var det Brokeback Mountain, der fik flest nomineringer med i alt fire. Filmen Capote og Crash fik den næsthøjeste antal nomineringer med tre hver. Ingen film vandt dog mere end én award. Fjernsyn-kategorierne var det miniserien Empire Falls  og spinoffserien Boston Legal som hver fik 2 nomineringer. 
Desperate Housewives var den eneste Tv-serie, der vandt mere end én award, den fik nemlig to.
Screen Actors Guild Life Achievement Award gik til den tidligere børneskuespiller Shirley Temple Black

## Film

### Best Leading Actor
Philip Seymour Hoffman – Capote 
- Russell Crowe – Cinderella Man
- Heath Ledger – Brokeback Mountain
- Joaquin Phoenix – Walk the Line
- David Strathairn – Good Night, and Good Luck

### Best Leading Actress
Reese Witherspoon – Walk the Line 
- Judi Dench – Mrs. Henderson Presents
- Felicity Huffman – Transamerica
- Charlize Theron – North Country
- Ziyi Zhang – Memoirs of a Geisha

### Best Supporting Actor
Paul Giamatti – Cinderella Man 
- Don Cheadle – Crash
- George Clooney – Syriana
- Matt Dillon – Crash
- Jake Gyllenhaal – Brokeback Mountain

### Best Supporting Actress
Rachel Weisz – The Constant Gardener 
- Amy Adams – Junebug
- Catherine Keener – Capote
- Frances McDormand – North Country
- Michelle Williams – Brokeback Mountain

### Best Cast
Crash
Chris Bridges
Sandra Bullock
Don Cheadle
Matt Dillon
Jennifer Esposito
William Fichtner
Brendan Fraser
Terrence Howard
Thandie Newton
Ryan Phillippe
Larenz Tate
- Brokeback Mountain
- Capote
- Good Night, and Good Luck
- Hustle & Flow

## Fjernsyn

### Best Actor – Miniseries or TV Movie
Paul Newman –  Empire Falls
- Kenneth Branagh –  Warm Springs
- Ted Danson –  Knights of the South Bronx
- Ed Harris –  Empire Falls
- Christopher Plummer –  Our Fathers

### Best Actress – Miniseries or TV Movie
S. Epatha Merkerson –  Lackawanna Blues 
- Tonantzin Carmelo –  Into The West
- Cynthia Nixon –  Warm Springs
- Joanne Woodward –  Empire Falls
- Robin Wright Penn –  Empire Falls

### Best Actor – Drama Series
Kiefer Sutherland – 24 timer 
- Alan Alda – The West Wing
- Patrick Dempsey – Grey's Anatomy
- Hugh Laurie – House
- Ian McShane – Deadwood

### Best Actress – Drama Series
Sandra Oh –  Grey's Anatomy 
- Patricia Arquette –  Medium
- Geena Davis –  Commander in Chief
- Mariska Hargitay –  Law & Order: Special Victims Unit
- Kyra Sedgwick –  The Closer

### Best Actor – Comedy Series
- Sean Hayes –  Will & Grace
- Larry David –  Curb Your Enthusiasm
- Jason Lee –  My Name Is Earl
- William Shatner –  Boston Legal
- James Spader –  Boston Legal

### Best Actress – Comedy Series
- Felicity Huffman –  Desperate Housewives
- Candice Bergen –  Boston Legal
- Patricia Heaton –  Everybody Loves Raymond
- Megan Mullally –  Will & Grace
- Mary-Louise Parker –  Weed

### Best Cast – Drama Series
Lost
Adewale Akinnuoye-Agbaje
Naveen Andrews
Emilie de Ravin
Matthew Fox
Jorge Garcia
Maggie Grace
Josh Holloway
Malcolm David Kelley
Daniel Dae Kim
Yunjin Kim
Evangeline Lilly
Dominic Monaghan
Terry O'Quinn
Harold Perrineau
Michelle Rodriguez
Ian Somerhalder
Cynthia Watros
- Grey's Anatomy
- Six Feet Under
- The Closer
- The West Wing

### Best Cast – Comedy Series
Desperate Housewives
Roger Bart
Andrea Bowen
Mehcad Brooks
Ricardo Antonio Chavira
Marcia Cross
Steven Culp
James Denton
Teri Hatcher
Felicity Huffman
Brent Kinsman
Shane Kinsman
Eva Longoria
Mark Moses
Doug Savant
Nicolette Sheridan
Brenda Strong
Alfre Woodard
- Arrested Development
- Boston Legal
- Curb Your Enthusiasm
- Everybody Loves Raymond
- My Name Is Earl

## Life Achievement Award
Shirley Temple Black

## References
1. ↑  "A Brief History of the SAG Awards". Arkiveret fra originalen 10. august 2007. Hentet 2007-08-22. Arkiveret 10. august 2007 hos  Wayback Machine
2. ↑  "12th Annual Screen Actors Guild Award Recipients". Arkiveret fra originalen 19. august 2007. Hentet 2007-08-28. Arkiveret 19. august 2007 hos  Wayback Machine